# Christian Lübke

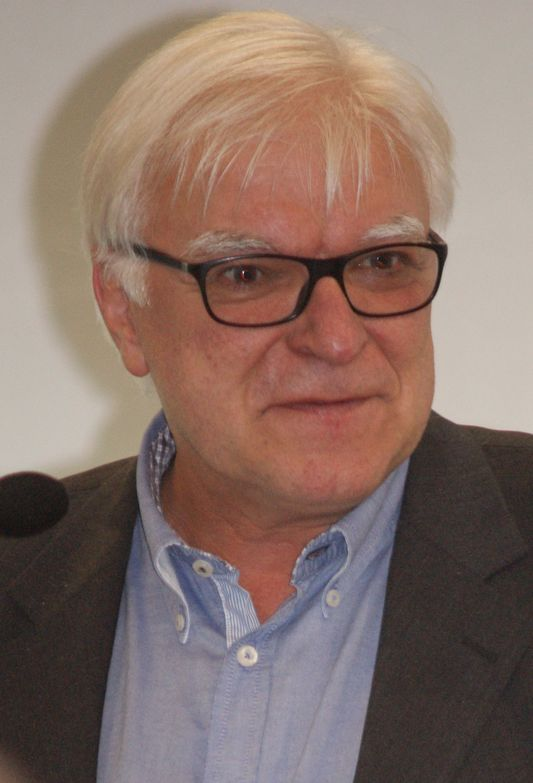
Christian Lübke, aufgenommen 2016 von Werner Maleczek

Christian Lübke (* 17. Dezember 1953 in Langenhain-Ziegenberg, Hessen) ist ein deutscher Historiker.

Christian Lübke studierte von 1972 bis 1980 die Fächer Slawistik und Osteuropäische Geschichte an den Universitäten München und Gießen. Sein akademischer Lehrer war Herbert Ludat. Im Jahr 1980 wurde er in Gießen promoviert mit der Arbeit Novgorod in der russischen Literatur. Von 1980 bis 1987 war Lübke dort als wissenschaftlicher Mitarbeiter tätig. Anschließend arbeitete er von 1987 bis 1992 als wissenschaftlicher Mitarbeiter am Friedrich-Meinecke-Institut der Freien Universität Berlin. Im Jahr 1996 erfolgte seine Habilitation mit einer Studie zu Fremde im östlichen Europa an der FU Berlin. Lübke war seit 1996 Projektleiter am Geisteswissenschaftlichen Zentrum Geschichte und Kultur Ostmitteleuropas, dem heutigen Leibniz-Institut für Geschichte und Kultur des östlichen Europa in Leipzig.
Von 1998 bis 2007 lehrte Lübke als Professor für Osteuropäische Geschichte an der Universität Greifswald. Von 2007 bis 1. November 2021 war er Direktor des Leibniz-Instituts für Geschichte und Kultur des östlichen Europa und Professor für Geschichte Ostmitteleuropas an der Universität Leipzig. Lübke ist Mitherausgeber der Zeitschrift für Ostmitteleuropa-Forschung und Mitglied der Historischen Kommission für Pommern. 2009 wurde er als ordentliches Mitglied in die Sächsische Akademie der Wissenschaften aufgenommen.
In seinen Forschungen befasst er sich mit Fragen der Raumwahrnehmung, der Arbeit und Wirtschaft im östlichen Mitteleuropa, der Wissenschaftsgeschichte und der Geschichte der Germania Slavica. In den 1980er Jahren bearbeitete er das auf eine Initiative Ludats zurückgehende Regestenwerk „zur Geschichte der Slaven an Elbe und Oder“ von 900 bis 1057. Seine Studien Fremde im östlichen Europa und Das östliche Europa gelten als wegweisende Arbeiten für zukünftige mediävistische Ostmitteleuropaforschung in Deutschland.

## Schriften (Auswahl)
Monografien
- Die Deutschen und das europäische Mittelalter: Das östliche Europa. Siedler, München 2004, ISBN 3-88680-760-6.
- Fremde im östlichen Europa. Von Gesellschaften ohne Staat zu verstaatlichten Gesellschaften (9.–11. Jahrhundert) (= Ostmitteleuropa in Vergangenheit und Gegenwart. Bd. 23). Böhlau, Köln u. a. 2001, ISBN 3-412-16298-1.
- Arbeit und Wirtschaft im östlichen Mitteleuropa. Die Spezialisierung menschlicher Tätigkeit im Spiegel der hochmittelalterlichen Toponymie in den Herrschaftsgebieten von Piasten, Premysliden und Arpaden (= Glossar zur frühmittelalterlichen Geschichte im östlichen Europa. Beiheft. Bd. 7). Steiner, Stuttgart 1991, ISBN 3-515-05818-4.
- Novgorod in der russischen Literatur (bis zu den Dekabristen) (= Osteuropastudien der Hochschulen des Landes Hessen. Bd. 1 = Gießener Abhandlungen zur Agrar- und Wirtschaftsforschung des europäischen Ostens. Bd. 130). Duncker & Humblot, Berlin 1984, ISBN 3-428-05609-4.

Herausgeberschaften
- mit Stephan Krause, Dirk Suckow: Der Osten ist eine Kugel. Fußball in Kultur und Geschichte des östlichen Europa. Verlag Die Werkstatt, Göttingen 2018, ISBN 978-3-7307-0388-5.
- mit Enno Bünz, Wolfgang Huschner, in Verbindung mit Sebastian Kolditz: Italien, Mitteldeutschland, Polen. Geschichte und Kultur im europäischen Kontext vom 10. bis zum 18. Jahrhundert (= Schriften zur sächsischen Geschichte und Vokskunde. Bd. 42). Leipziger Universitäts-Verlag, Leipzig 2013, ISBN 978-3-86583-639-7.
- mit Winfried Eberhard: Die Vielfalt Europas. Identitäten und Räume. Leipziger Universitätsverlag, Leipzig 2009, ISBN 978-3-86583-382-2.
  - englische Ausgabe: The Plurality of Europe. Identities and Spaces. Leipziger Universitätsverlag, Leipzig 2010, ISBN 978-3-86583-486-7.
- mit Ole Harck: Zwischen Reric und Bornhöved. Die Beziehungen zwischen den Dänen und ihren slawischen Nachbarn vom 9. bis ins 13. Jahrhundert. Beiträge einer internationalen Konferenz, Leipzig, 4.–6. Dezember 1997 (= Forschungen zur Geschichte und Kultur des östlichen Mitteleuropa. Bd. 11). Steiner, Stuttgart 2001, ISBN 3-515-07671-9.
- Struktur und Wandel im Früh- und Hochmittelalter. Eine Bestandsaufnahme aktueller Forschungen zur Germania Slavica (= Forschungen zur Geschichte und Kultur des östlichen Mitteleuropa. Bd. 5). Steiner, Stuttgart 1998, ISBN 3-515-07114-8.

Quellenwerke
- Regesten zur Geschichte der Slaven an Elbe und Oder (vom Jahr 900 an) (= Osteuropastudien der Hochschulen des Landes Hessen. Reihe 1 = Gießener Abhandlungen zur Agrar- und Wirtschaftsgeschichte des europäischen Ostens. Bde. 131, 133, 134, 152, 155). Berlin 1984–1988 (Online-Edition 2018).